# A Walk in the Clouds
A Walk in the Clouds (estrenada a Espanya com Un paseo por las nubes) és una pel·lícula mexicana-estatunidenc de 1995, del gènere de drama romàntic, dirigida per Alfonso Arau, amb Keanu Reeves, Aitana Sánchez-Gijón, Giancarlo Giannini, Anthony Quinn i Angélica Aragón. El guió es basa en la pel·lícula italiana de 1942 Quattro passi fra le nuvole de Piero Tellini, Cesare Zavattini i Vittorio de Benedetti. La banda sonora va ser escrita per Maurice Jarre i les dues cançons per Leo Brouwer/Alfonso Arau.
Rodada amb un pressupost de 20 milions de dòlars, la pel·lícula va recaptar als Estats Units 50,008,143 dòlars.

## Argument
Després de tornar de la II Guerra Mundial, un jove soldat estatunidenc anomenat Paul Sutton (Keanu Reeves) coneix de manera casual a una noia mexicana anomenada Victoria Aragón (Aitana Sanchez-Gijon), qui tem tornar a la vinya de la seva família pel fet que està embarassada. Paul s'ofereix a una solució d'emergència per a enfrontar al dominant pare: simular que són esposos, i després desaparèixer quedant ell com a vilà.
Però les coses no surten com esperaven, Victoria és neta de l'amo d'una vinya (Anthony Quinn) i una insostenible situació familiar i, el més important, l'amor que sent cap a ella, no li permet abandonar-la. Quan la passió entre ells s'encén de la màgica sensualitat del ritu de la collita, s'adonen que estan embarcant-se en una aventura romàntica en haver de lluitar contra tots per a estar junts, sabent que ell està casat.

## Repartiment
- Keanu Reeves - Paul Sutton
- Aitana Sánchez-Gijón - Victoria Aragón
- Anthony Quinn - Don Pedro Aragón
- Giancarlo Giannini - Alberto Aragón
- Angélica Aragón - María José Aragón
- Evangelina Elizondo- Guadalupe Aragón
- Freddy Rodríguez - Pedro Jr.
- Debra Messing - Betty Sutton
- Febronio Covarrubias - José Manuel
- Roberto Huerta - Jose Luis
- Juan Jiménez - José Maria
- Alejandra Flores - Consuelo
- Gema Sandoval - Maria
- Don Amendolía - Pare Coturri

## Premis
Fou guardonada amb el Globus d'Or a la millor banda sonora original.